# Spanholzformteil

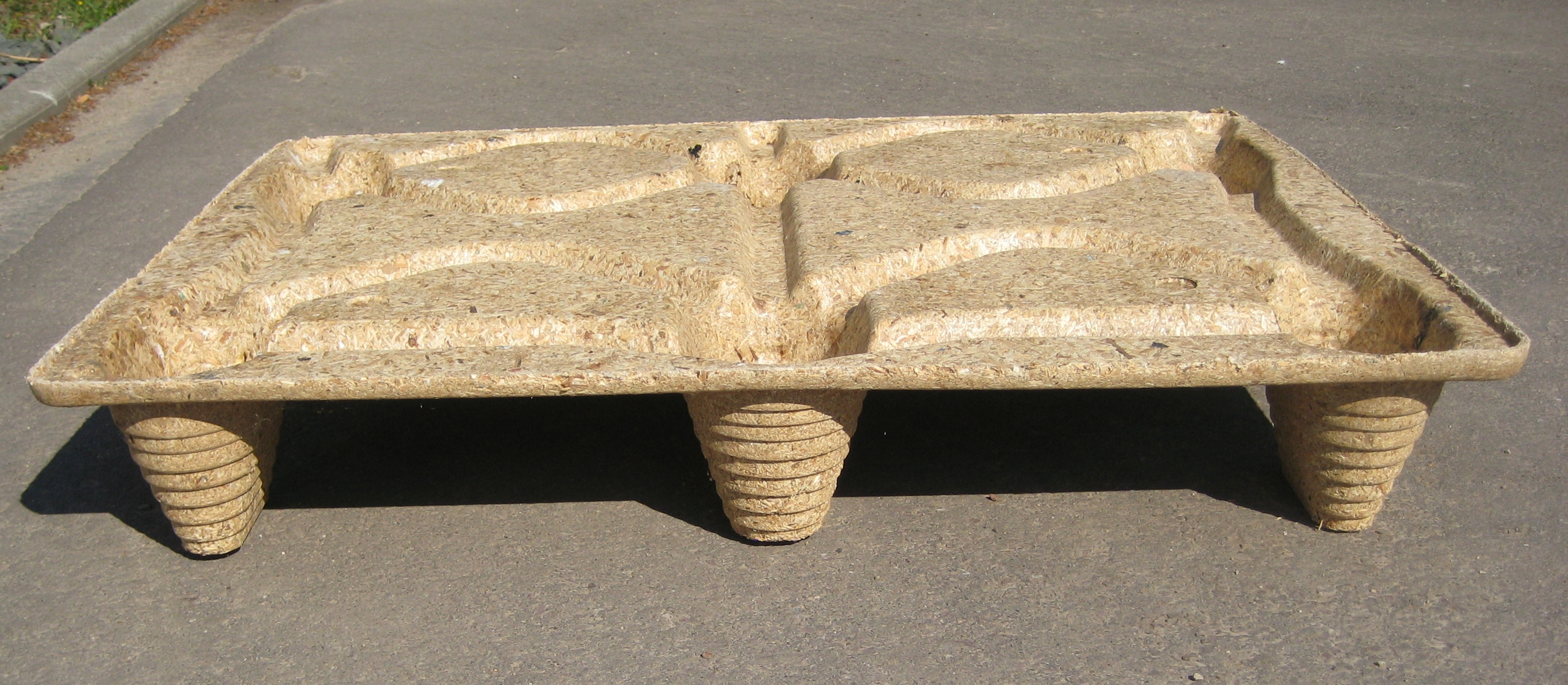
Inka Einwegpalette

Ein Spanholzformteil ist ein spezieller Holzspanwerkstoff, es stellt eine Sonderform der Spanplatte dar.
Bei der Herstellung werden Spanholzformteile in Formen gepresst und anschließend zum Beispiel mit Melaminharz beschichtet. Zu diesen Fertigprodukten gehören Tischplatten oder Fensterbänke. Außerdem werden aus Spanholzformteilen Einwegpaletten hergestellt, die besonders im Export eingesetzt werden, da sie aufgrund ihres Produktionsverfahrens frei von Holzschädlingen und damit ISPM 15-konform sind.